# Amt Oder-Welse
Het Amt Oder-Welse  was een samenwerkingsverband van vijf gemeenten in de Landkreis Uckermark in de Duitse deelstaat Brandenburg. Het amt telde 4.552 inwoners. Het bestuurscentrum was gevestigd in Pinnow.
Het Amt is per 19 april 2022 opgeheven. Op één  na, zie onder, zijn de gemeenten van het Amt Ortsteile geworden van de stad Schwedt/Oder.

## Gemeenten
Het amt omvatte de volgende gemeenten:
1. Berkholz-Meyenburg
2. Mark Landin
3. Passow
4. Pinnow, per 19 april  2022 een semi-zelfstandige gemeente
5. Schöneberg, reeds in 2021 opgegaan in de gemeente Schwedt/Oder